# Themus reflexus
Themus reflexus es una especie de coleóptero de la familia Cantharidae.

## Distribución geográfica
Habita en Assam (India).